# Dória
Matheus Dória Macedo, ou plus simplement Dória, né le 8 novembre 1994 à São Gonçalo, est un footballeur international brésilien qui évolue au poste de défenseur central à l'Atlas FC.

## Biographie

### Botafogo FR
Alors qu'il devait vraisemblablement rejoindre le club de Porto Alegre, une blessure va le contraindre à revoir ses plans. Remis de sa convalescence, il signe finalement en faveur du Botafogo FR, club avec lequel il a fait ses premiers pas en première division brésilienne en mai 2012 avant d’inscrire son premier but en D1 brésilienne contre l’Atlético Goianiense le 27 octobre 2012, ce qui ne manqua pas de susciter la curiosité de la Juventus à l’époque. 
Le jeune espoir est doté d’une certaine facilité dans le jeu aérien défensif, capable de soulager ses coéquipiers grâce à la puissance de son jeu de tête. Les grandes foulées du jeune défenseur auriverde lui permettent de courir à une vitesse rare pour un joueur de cette taille.

### Olympique de Marseille
Le 1er septembre 2014, il signe à l'Olympique de Marseille lors des dernières heures du mercato estival pour un montant d'environ 8 millions d'euros. Dória joue son premier match sous ses nouvelles couleurs le 1er novembre 2014 avec l'équipe réserve de l'OM en CFA2 à Nîmes (victoire 1-2), lors de la saison 2014-2015 il ne joue aucun match avec l'équipe première mais il joue tout de même 27 matchs avec la réserve en marquant un but.
Le 4 février 2015, il est prêté pour 6 mois avec option d'achat d'environ 12 millions d'euros au club brésilien de São Paulo sans avoir joué le moindre match en équipe première. Au total, il dispute dix-huit matchs et marque deux buts.
À son retour de prêt à São Paulo, l'entraîneur Marcelo Bielsa, qui avait toujours refusé de le faire jouer, démissionne. Une chance pour le joueur brésilien. Le nouvel entraîneur de l'Olympique de Marseille, Míchel, y porte plus d'attention. Mais finalement, il est prêté de nouveau avec option d'achat dans les dernières heures du mercato, cette fois au Grenade CF.
Après deux saisons et deux prêts depuis son arrivée à l'OM, il connaît enfin ses débuts avec le club français lors de la première journée de Ligue 1 2016-2017 en étant titularisé contre le Toulouse FC. Il écope de trois cartons jaunes lors des quatre premières journées de championnat. Il marque son premier but pour l'OM le 22 janvier contre l'Olympique lyonnais et récidive neuf jours plus tard en marquant le but de la qualification pour les huitièmes de finale de la coupe de France toujours contre l'OL.
Le 26 janvier 2018, il est de nouveau prêté par le club olympien cette fois-ci au club turc du Yeni Malatyaspor. Le 27 juillet, il signe à Santos Laguna.

### Carrière en sélection nationale
Dória honore sa première sélection avec la grande Seleçao en entrant à quelques minutes de la fin d’un match remporté quatre buts à zéro face à la Bolivie, le 2 avril 2013. Le joueur est un habitué des équipes de jeunes puisqu’il est le capitaine des Brésiliens des moins de 20 ans, avec qui il remporte deux éditions du tournoi de Toulon.

## Statistiques
| Saison                | Club                   | Championnat           | Championnat | Championnat | Coupe(s) nationale(s) | Coupe(s) nationale(s) | Compétition(s) continentale(s) | Compétition(s) continentale(s) | Compétition(s) continentale(s) | Brésil | Brésil | Total | Total |
| Saison                | Club                   | Division              | M.          | B.          | M.                    | B.                    | Comp.                          | M.                             | B.                             | M.     | B.     | M.    | B.    |
| 2012                  | Botafogo FR            | Série A               | 20          | 1           | -                     | -                     | -                              | -                              | -                              | -      | -      | 20    | 1     |
| 2013                  | Botafogo FR            | Série A               | 30          | 1           | 8                     | 1                     | -                              | -                              | -                              | 1      | 0      | 39    | 2     |
| 2014                  | Botafogo FR            | Série A               | 10          | 0           | -                     | -                     | CL                             | 8                              | 0                              | -      | -      | 18    | 0     |
| Sous-total            | Sous-total             | Sous-total            | 60          | 2           | 8                     | 1                     | -                              | 8                              | 0                              | 1      | 0      | 77    | 3     |
| 2015                  | São Paulo FC (prêt)    | Série A               | 9           | 1           | 5                     | 1                     | CL                             | 4                              | 0                              | -      | -      | 18    | 2     |
| Sous-total            | Sous-total             | Sous-total            | 9           | 1           | 5                     | 1                     | -                              | 4                              | 0                              | -      | -      | 18    | 2     |
| 2015-2016             | Grenade CF (prêt)      | Liga                  | 8           | 0           | 2                     | 0                     | -                              | -                              | -                              | -      | -      | 10    | 0     |
| Sous-total            | Sous-total             | Sous-total            | 8           | 0           | 2                     | 0                     | -                              | -                              | -                              | -      | -      | 10    | 0     |
| 2016-2017             | Olympique de Marseille | Ligue 1               | 23          | 1           | 5                     | 1                     | -                              | -                              | -                              | -      | -      | 28    | 2     |
| 2017-2018             | Olympique de Marseille | Ligue 1               | 3           | 0           | -                     | -                     | C3                             | 2                              | 0                              | -      | -      | 5     | 0     |
| Sous-total            | Sous-total             | Sous-total            | 26          | 1           | 5                     | 1                     | -                              | 2                              | 0                              | -      | -      | 33    | 2     |
| 2017-2018             | Yeni Malatyaspor       | Süper Lig             | 9           | 1           | -                     | -                     | -                              | -                              | -                              | -      | -      | 9     | 1     |
| Sous-total            | Sous-total             | Sous-total            | 9           | 1           | -                     | -                     | -                              | -                              | -                              | -      | -      | 9     | 1     |
| 2018-2019             | Club Santos Laguna     | Ouv.+Clo.             | 17+14       | 1+1         | 1                     | 0                     | LCC                            | 4                              | 1                              | -      | -      | 36    | 3     |
| 2019-2020             | Club Santos Laguna     | Ouv.+Clo.             | 18+8        | 3+1         | 2                     | 1                     | -                              | -                              | -                              | -      | -      | 28    | 5     |
| 2020-2021             | Club Santos Laguna     | Ouv.+Clo.             | 17+24       | 1+2         | -                     | -                     | -                              | -                              | -                              | -      | -      | 41    | 3     |
| 2021-2022             | Club Santos Laguna     | Ouv.+Clo.             | 16+0        | 1+0         | -                     | -                     | LC                             | 2                              | 0                              | -      | -      | 18    | 1     |
| Sous-total            | Sous-total             | Sous-total            | 114         | 10          | 3                     | 1                     | -                              | 6                              | 1                              | -      | -      | 123   | 12    |
| Total sur la carrière | Total sur la carrière  | Total sur la carrière | 226         | 15          | 23                    | 4                     | -                              | 20                             | 1                              | 1      | 0      | 270   | 20    |

### Match international
| Matches internationaux de Doria | Matches internationaux de Doria | Matches internationaux de Doria                        | Matches internationaux de Doria | Matches internationaux de Doria | Matches internationaux de Doria | Matches internationaux de Doria                         |
|                                 | Date                            | Lieu                                                   | Adversaire                      | Résultat                        | Compétition                     | Notes                                                   |
| ------------------------------- | ------------------------------- | ------------------------------------------------------ | ------------------------------- | ------------------------------- | ------------------------------- | ------------------------------------------------------- |
| 1.                              | 6 avril 2013                    | Stade Ramón Aguilera, Santa Cruz de la Sierra, Bolivie | Bolivie                         | 0 - 4                           | Match amical                    | Entre en jeu à la place de Dedé à la 87e minute de jeu. |

## Palmarès

### En club
Avec Botafogo FR, il est Champion de Rio de Janeiro en 2013 et finaliste en 2012.
Avec l'équipe réserve de l'Olympique de Marseille il est vainqueur du groupe G de CFA 2 (5e division) lors de la saison 2014-2015.

### En sélections
Avec l'équipe des moins de 20 ans du Brésil, il remporte le Tournoi de Toulon à deux reprises consécutivement en 2013 et en 2014.